# Aphanapteryx bonasia
Il rallo rosso (Aphanapteryx bonasia de Sélys-Longchamps, 1848), unica specie del genere Aphanapteryx Frauenfeld, 1868, era un uccello della famiglia dei Rallidi originario di Mauritius, un'isola delle Mascarene situata a est del Madagascar, nell'oceano Indiano. Un suo stretto parente, anch'esso estinto, il rallo di Rodrigues, presente sull'omonima isola vicina, veniva spesso classificato nello stesso genere. Le relazioni con gli altri Rallidi, però, non sono chiare.
Poco più grande di un pollo domestico, aveva un piumaggio rossastro, zampe di colore scuro e un lungo becco ricurvo. Le ali erano piccole e le zampe piuttosto sottili per un uccello di tali dimensioni. Gli studiosi ritengono che si nutrisse di invertebrati: sono stati trovati vecchi gusci di lumache che mostrano i danni causati dai colpi del suo becco. Gli esploratori che ebbero modo di osservarlo scrissero che era attratto dagli oggetti di colore rosso, una particolarità che era sfruttata dagli uomini che gli davano la caccia.
Fino al 1869, quando ne vennero descritti i resti subfossili, il rallo rosso era noto unicamente a partire dalle descrizioni e dalle illustrazioni dei navigatori del XVII secolo. L'ultima testimonianza dell'esistenza dell'uccello risale al 1693, e si ritiene che sia scomparso attorno al 1700, a causa della caccia datale dagli uomini e dalle specie invasive che essi portarono sull'isola. Gli studiosi hanno ipotizzato che i resoconti riguardanti il dodo risalenti alla fine del XVII secolo si riferiscano in realtà al rallo rosso.

## Tassonomia

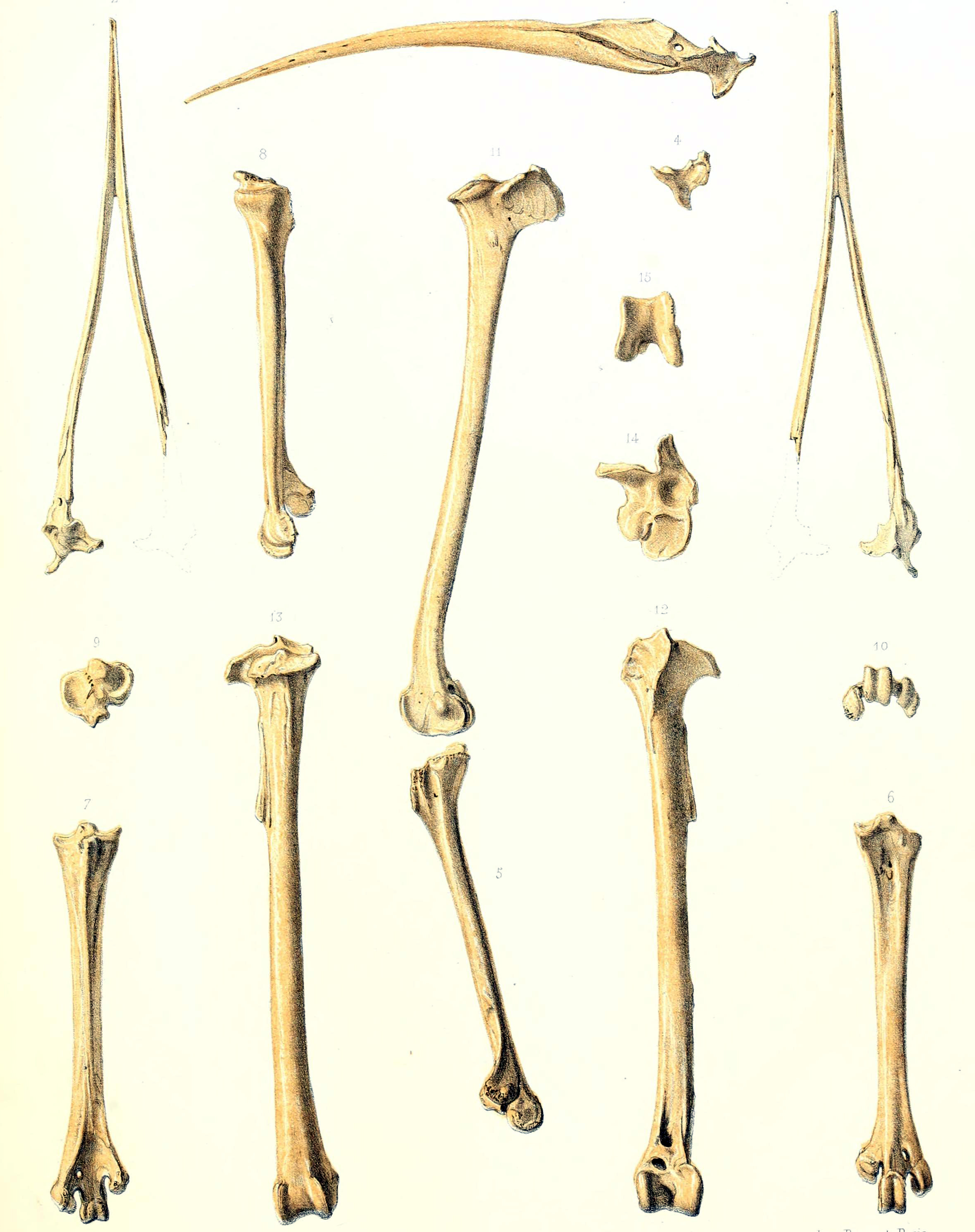
I primi resti fossili (1866).

Agli inizi del XIX secolo il rallo rosso era noto unicamente a partire dalle poche descrizioni lasciate dai contemporanei e dagli schizzi fatti da Pieter van den Broecke e Sir Thomas Herbert; all'epoca gli scienziati non avevano una visione chiara sulla posizione tassonomica di questo animale: sebbene presso alcuni fosse noto come Apterornis bonasia, altri riconoscevano nei resoconti riguardanti questo taxon addirittura due specie distinte di dodo, Didus broecki e Didus herberti, riunite in una sola da Hugh Edwin Strickland nel 1848. Dal momento che il disegno di Jacob Hoefnagel, lo schizzo sul diario di bordo della Gelderland e la descrizione e lo schizzo di Peter Mundy furono ritrovati solo successivamente, tra gli studiosi vi era una grande incertezza riguardo all'identità di questo misterioso uccello.
Negli anni '60 del XIX secolo, nella palude del Mare aux Songes, assieme ai resti di altri animali tipici di Mauritius, vennero ritrovate le ossa fossili del piede e la mandibola inferiore di questa specie, successivamente descritte, nel 1869, da Alphonse Milne-Edwards, che le identificò correttamente come appartenenti a una specie di rallo. Egli battezzò la specie Aphanapteryx broecki, combinando il nome generico che era stato coniato da Georg Ritter von Frauenfeld per indicare la specie raffigurata sul disegno di Hoefnagel con un nome scientifico già esistente. A causa del diritto di priorità della nomenclatura, tuttavia, la specie venne in seguito ribattezzata Aphanapteryx bonasia, utilizzando un termine che stato coniato da Edmond de Sélys-Longchamps nel 1848. Longchamps aveva battezzato precedentemente il genere Apterornis, un nome caduto in disuso che però era già stato usato da Richard Owen nel 1848 per indicare il genere oggi noto come Aptornis, al quale appartenevano due specie preistoriche proprie della Nuova Zelanda. Aphanapteryx significa «ala invisibile», ma l'etimologia di bonasia non è chiara. Per indicare il rallo rosso i primi esploratori che lo descrissero usarono lo stesso nome vernacolare con cui veniva chiamato il francolino di monte eurasiatico, noto col nome scientifico di Tetrastes bonasia, quindi è probabile che sia questa l'origine del nome specifico del rallo. Tale nome forse si riferisce a bonasus, che vuol dire «toro» in latino, o a bonum e assum, cioè «buon arrosto». Altri hanno ipotizzato che sia la forma latinizzata della parola francese bonasse, che vuol dire «credulone» o «d'indole buona».
Altri fossili vennero ritrovati successivamente da Theodore Sauzier, che nel 1889 era stato incaricato di esplorare le «rovine storiche» di Mauritius. Un esemplare completo venne trovato dal barbiere Louis Etienne Thirioux, che scoprì anche importanti resti di dodo.
Gli studiosi non sono ancora riusciti a stabilire le relazioni tassonomiche che legano il rallo rosso agli altri Rallidi; sappiamo solamente che esso era un parente stretto del rallo di Rodrigues. I due attualmente vengono posti in due generi separati, Aphanapteryx ed Erythromachus, ma in passato venivano raggruppati in Aphanapteryx. In un primo periodo, nel 1879, Edward Newton e Albert Günther ritennero addirittura che appartenessero a una stessa specie, date le somiglianze nella struttura scheletrica. Sulla base della distribuzione geografica e della morfologia delle ossa nasali è stato ipotizzato che i due siano imparentati con le specie dei generi Gallirallus, Dryolimnas, Atlantisia e Rallus. I Rallidi hanno raggiunto molti arcipelaghi oceanici, dove hanno dato vita a nuove specie, perdendo spesso la capacità di volare.

## Descrizione

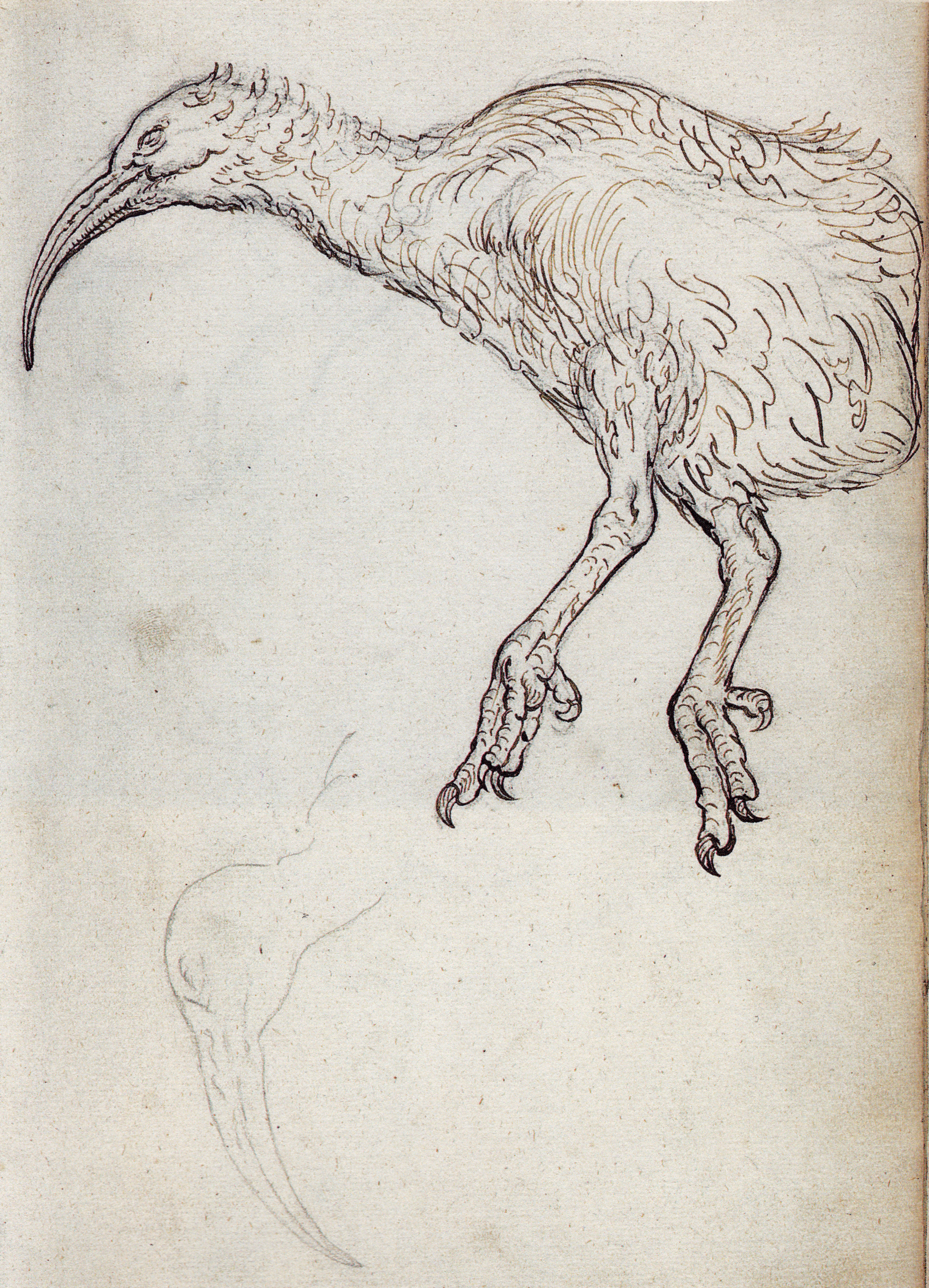
Il disegno sul diario di bordo della Gelderland (1601-1603).

Dalle ossa subfossili e dalle illustrazioni e descrizioni giunte fino a noi, sappiamo che il rallo rosso era una specie incapace di volare poco più grande di un pollo domestico. Gli esemplari subfossili ritrovati hanno dimensioni variabili, il che potrebbe significare che all'interno della specie vi sia stato un certo dimorfismo sessuale, caratteristica comune tra i Rallidi. Il piumaggio era completamente bruno-rossastro e le penne erano vaporose e simili a peli; la coda non era visibile nell'esemplare in vita, così come le corte ali, nascoste quasi completamente dal piumaggio. La specie aveva un lungo becco leggermente ricurvo, di colore marrone, e alcune illustrazioni suggeriscono che avesse anche una sorta di cresta sulla nuca. Forse, nell'aspetto e nel comportamento, ricordava un piccolo kiwi o un aramo. Lo sterno e gli omeri erano piccoli, il che indica che aveva perso del tutto la capacità di volare. Le zampe erano lunghe e piuttosto sottili per un uccello di tali dimensioni, ma il bacino era tozzo e compatto. Differiva dal rallo di Rodrigues, il suo parente più stretto, per gli omeri relativamente più corti, il cranio più lungo e sottile e le narici più brevi e poste più in alto. Secondo i resoconti dei primi viaggiatori, i due differivano anche nella colorazione del piumaggio.

### Le descrizioni dei contemporanei
Il viaggiatore inglese Peter Mundy visitò Mauritius nel 1638 e descrisse il rallo come segue:

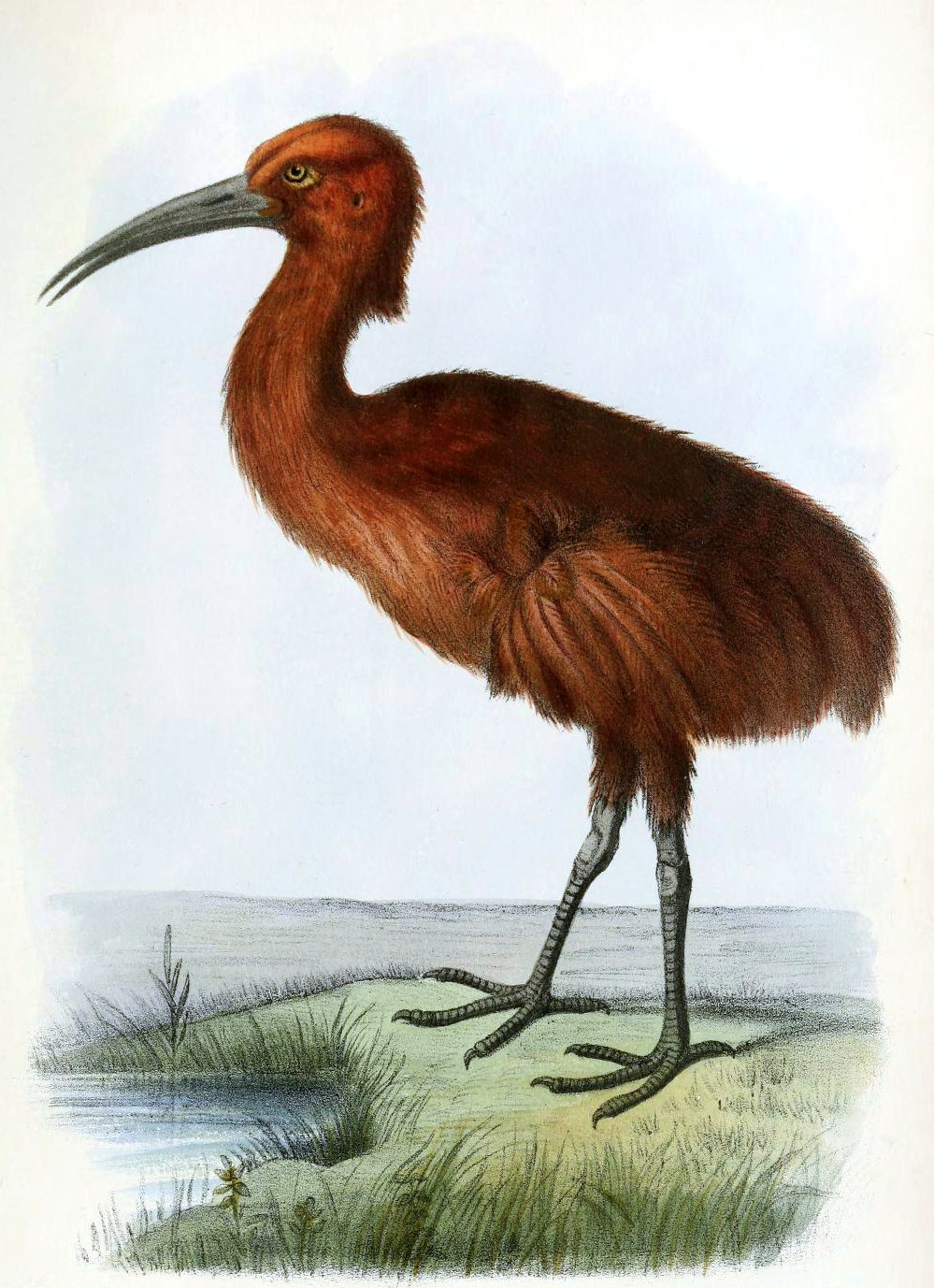
Il rallo rosso in una litografia del 1869.

La colorazione giallastra, invece che rossastra, ha fatto credere ad alcuni studiosi che l'esemplare descritto appartenesse a un'altra specie, ma altri hanno ipotizzato che si sia trattato semplicemente di un esemplare giovane.
Un altro viaggiatore inglese, John Marshall, descrisse l'animale nel 1668:

### Le raffigurazioni dei contemporanei

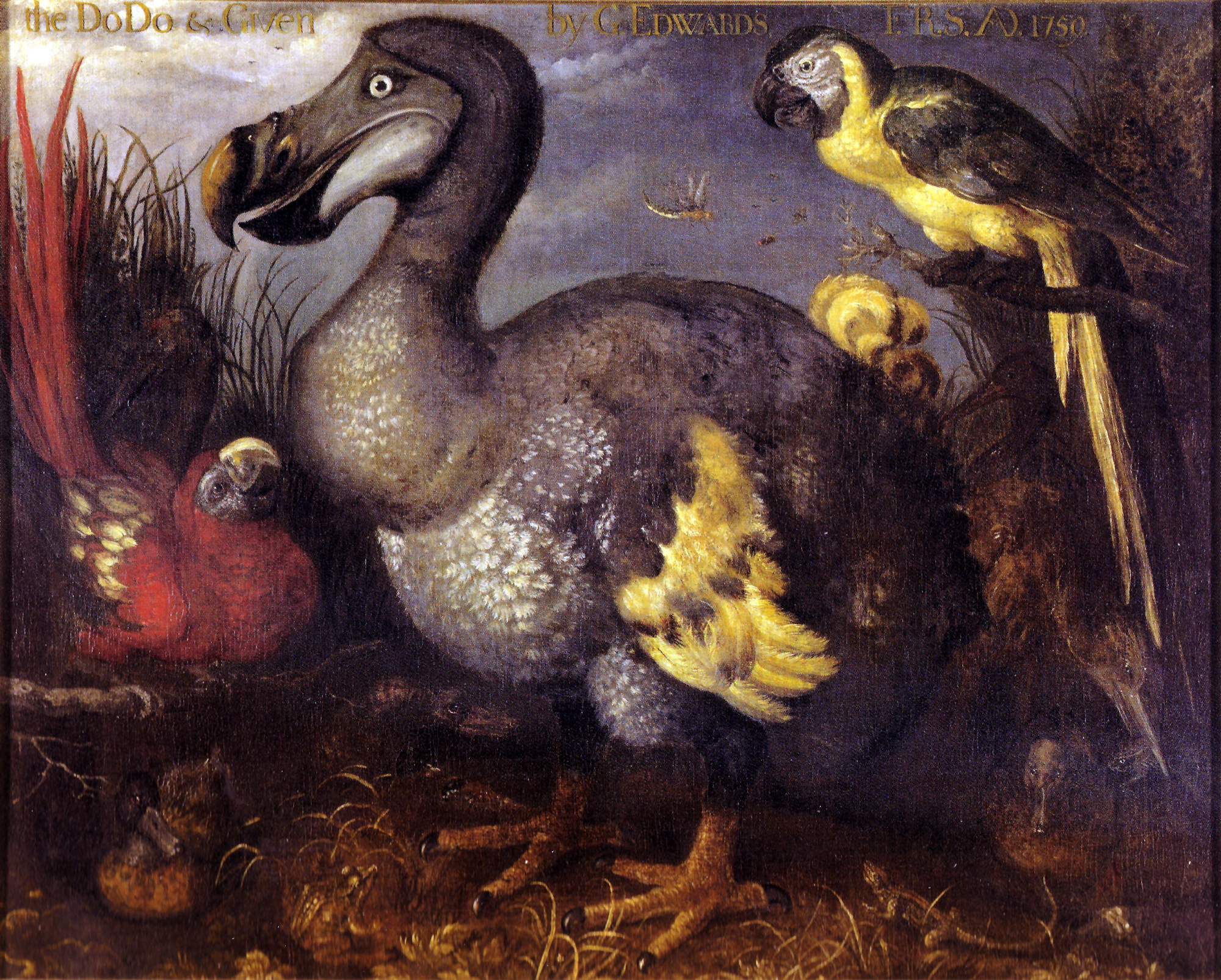
In questo dipinto di Roelant Savery (1626) potrebbe essere raffigurato un rallo rosso (in basso a destra).

Molte informazioni riguardo all'aspetto esteriore del rallo rosso derivano da un dipinto attribuito a Jacob Hoefnagel, nel quale si pensa sia stato rappresentato un uccello del serraglio dell'imperatore Rodolfo II agli inizi del XVII secolo. È l'unica raffigurazione che abbiamo a colori, e mostra il piumaggio color bruno-rossastro, ma non sappiamo se l'artista si sia basato su un esemplare impagliato o su uno in vita. Venne scoperto nella collezione dell'imperatore e pubblicato nel 1868 da Georg von Frauenfeld, assieme al dipinto di un dodo eseguito dallo stesso artista presente nella stessa collezione.
Il diario di bordo della nave Gelderland (1601-1603), della Compagnia olandese delle Indie orientali, ritrovato negli anni '60 del XIX secolo, contiene accurati schizzi di alcuni uccelli di Mauritius attualmente scomparsi, compreso il rallo rosso, attribuiti all'artista Joris Laerle. L'uccello raffigurato sembra che sia stato stordito o ucciso.
Inoltre, sono giunti fino a noi altri tre schizzi eseguiti a Mauritius; sono piuttosto approssimativi, ma le differenze tra gli uccelli raffigurati sono tali da aver spinto alcuni autori a ipotizzare che ciascuno di essi raffigurasse una specie distinta; i nomi scientifici attribuiti a tali specie vengono ora considerati sinonimi di Aphanapteryx bonasia.
Vi sono anche alcune raffigurazioni di quelli che sembrano essere dei ralli rossi in tre dei dipinti raffiguranti dei dodo realizzati da Roelant Savery negli anni '20 del XVII secolo, tra i quali il famoso Dodo di Edwards, dove dietro al dodo raffigurato in primo piano vi è un uccello simile a un rallo che ingoia una rana, ma non tutti gli studiosi sono d'accordo con questa identificazione. Un uccello somigliante a un rallo rosso è anche raffigurato nel dipinto Arca di Noè di Francesco Bassano il Giovane. Dal momento che Bassano morì prima che Mauritius divenisse una colonia olandese, nel 1598, l'origine di questo uccello rimane un mistero.

## Biologia

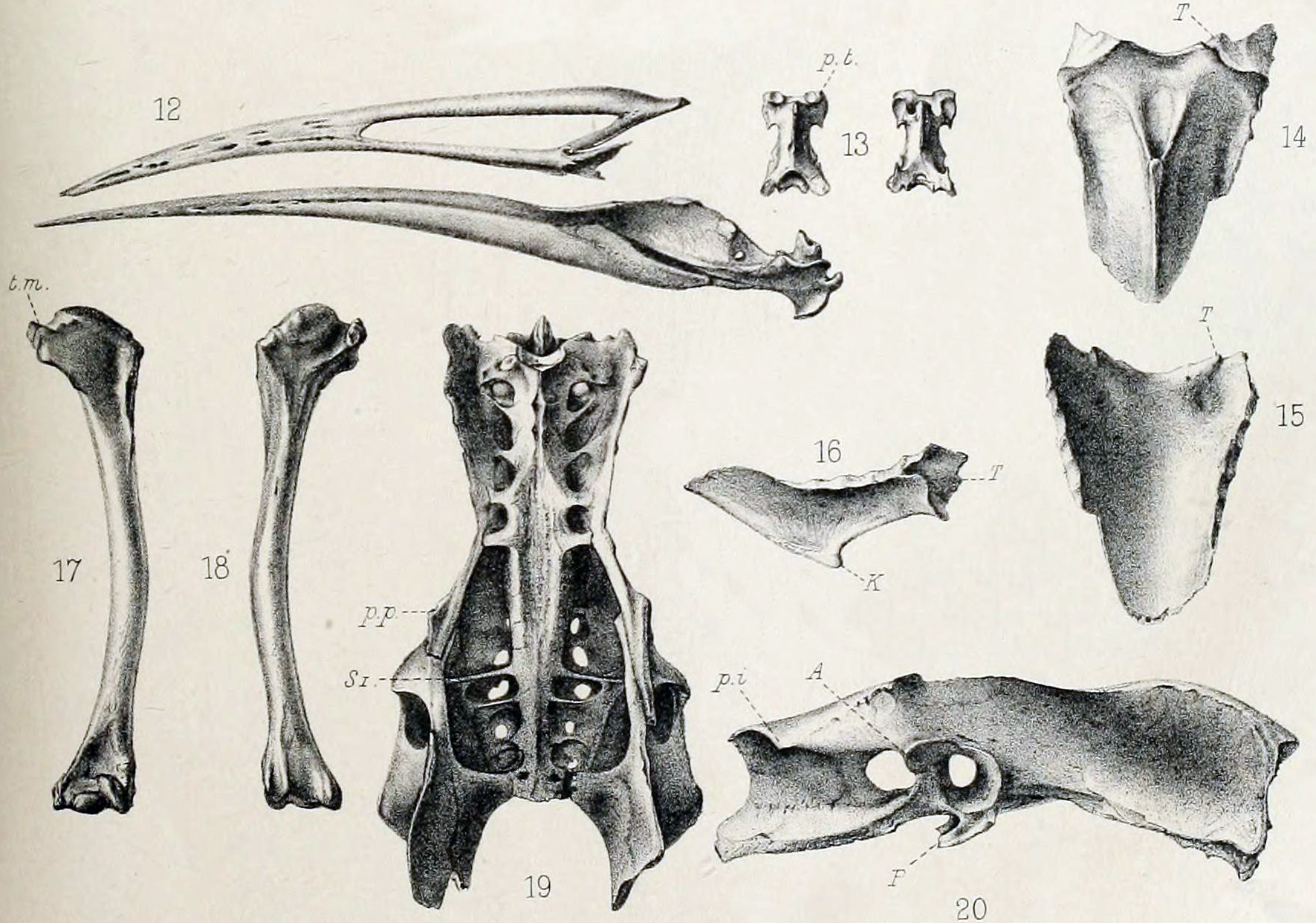
Resti di rallo rosso descritti nel 1893, tra i quali un becco completo.

Il rallo rosso viene citato in quasi tutti i rapporti stilati a Mauritius dal 1602 in poi; tuttavia, i dettagli che essi forniscono sono ripetitivi e non forniscono molti dati sulla storia naturale della specie. Nessuno ha detto di cosa si nutrisse l'animale, ma si diceva che usasse il becco per difendersi, e la forma di questa parte del corpo indica che avrebbe potuto catturare tranquillamente rettili e invertebrati. Su Mauritius erano presenti molte specie endemiche di chiocciole terrestri, tra le quali l'estinta Tropidophora carinata, e i gusci subfossili ritrovati mostrano danni attribuibili ai colpi del becco del rallo rosso.
Un anonimo viaggiatore olandese, nel 1631, ci ha lasciato una descrizione di questo comportamento:
Sebbene il rallo fosse agile e in grado di lasciarsi alle spalle i nemici quando era inseguito, poteva essere facilmente adescato mostrandogli un pezzo di stoffa rossa, che attaccava all'istante; un comportamento simile si riscontrava anche nel suo stretto parente, il rallo di Rodrigues. L'uccello poteva poi essere sollevato da terra, e i suoi strilli attiravano sul posto altri esemplari, dal momento che questi uccelli, evolutisi in assenza di predatori, erano molto curiosi e non affatto intimoriti dall'uomo.

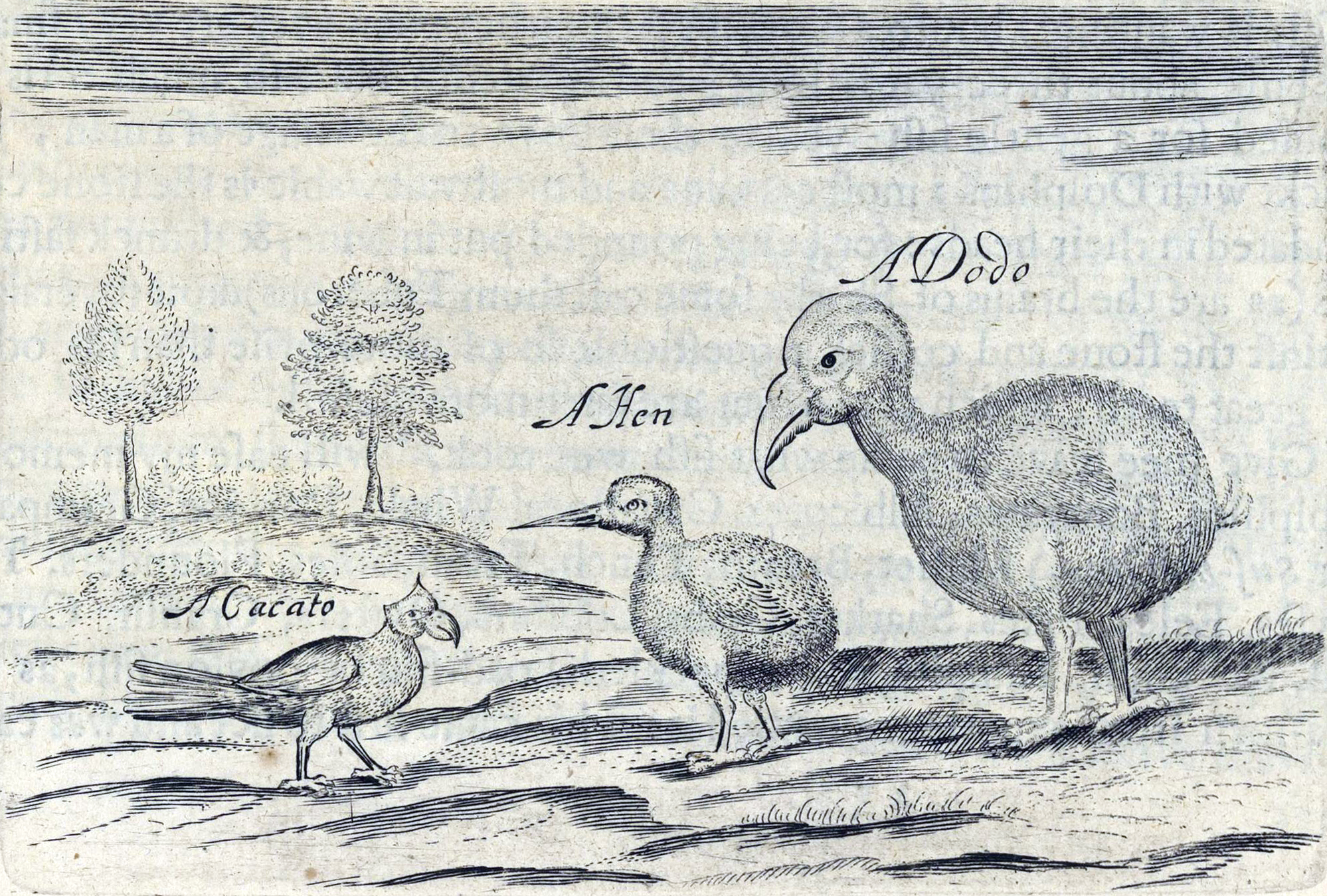
Disegno eseguito nel 1634 da Sir Thomas Herbert, nel quale sono raffigurati un pappagallo beccolargo, un rallo rosso e un dodo.

Sir Thomas Herbert descrisse l'atteggiamento nei confronti del pezzo di stoffa rossa nel 1634:
Molte altre specie endemiche di Mauritius scomparvero dopo l'arrivo dell'uomo sull'isola, e l'ecosistema originario è così gravemente danneggiato che sarà difficile da ristabilire. Prima dell'arrivo degli uomini, Mauritius era completamente ricoperta da foreste, ma a causa della deforestazione oggi rimangono solo pochi tratti del manto originario. Ancora oggi i rappresentanti della fauna endemica sopravvissuti sono seriamente minacciati. Il rallo rosso condivideva l'habitat con altri uccelli scomparsi recentemente, come il dodo, il pappagallo beccolargo, il parrocchetto grigio delle Mascarene, il piccione blu di Mauritius, il gufo di Mauritius, la folaga delle Mascarene, la casarca di Mauritius, l'anatra di Mauritius e la nitticora di Mauritius. Dall'isola sono scomparse anche varie specie di rettili, come la testuggine gigante di Mauritius dal dorso a sella, la testuggine gigante di Mauritius a cupola, lo scinco gigante di Mauritius e il boa fossorio di Round. Su Mauritius e Réunion vivevano anche la piccola volpe volante di Mauritius e la chiocciola Tropidophora carinata, scomparse da entrambe le isole.

## Estinzione

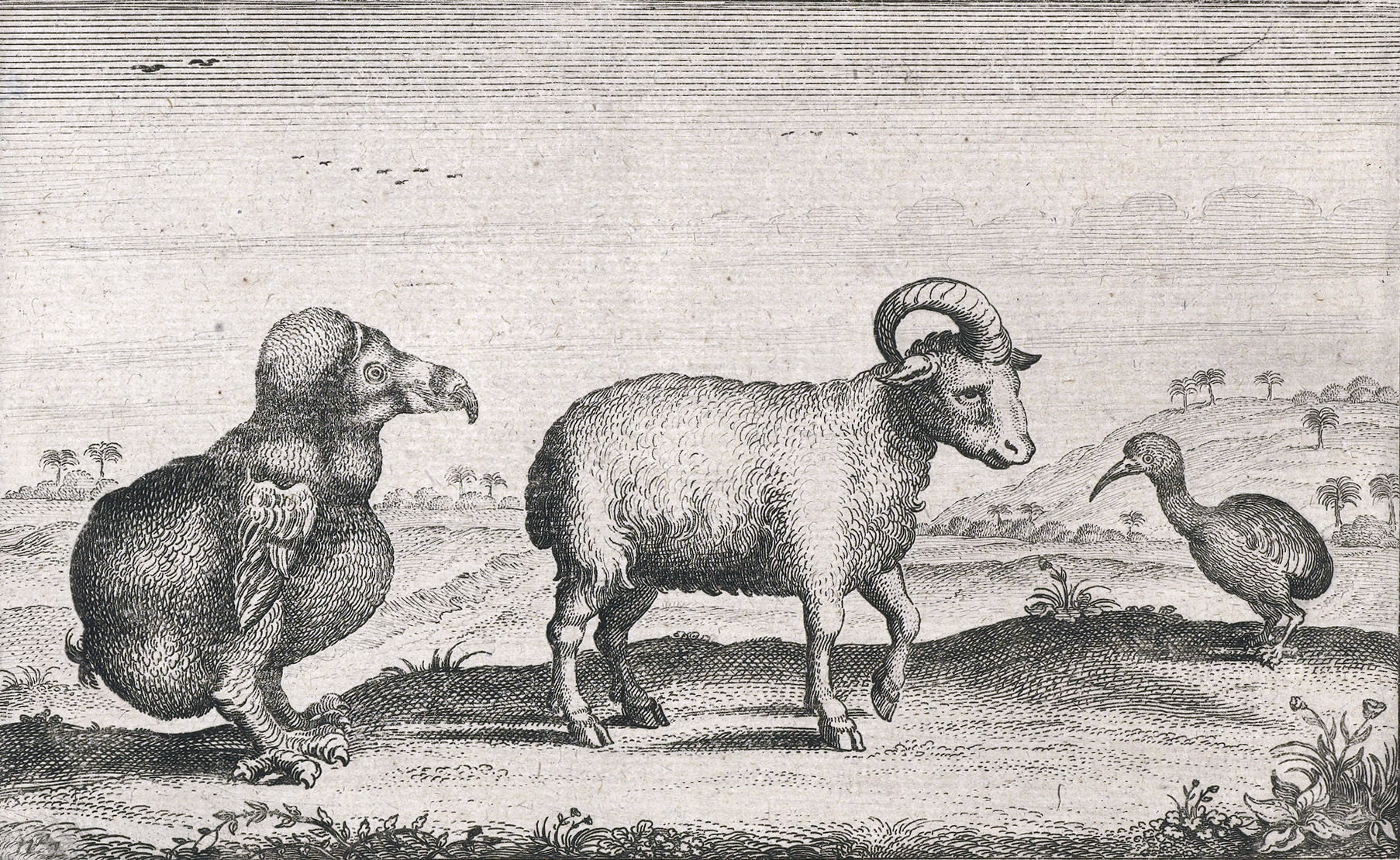
Disegno eseguito nel 1617 da Pieter van den Broecke, nel quale sono raffigurati un dodo, una pecora con un corno solo e un rallo rosso.

Per i marinai olandesi che visitarono Mauritius a partire dal 1598, la fauna dell'isola era interessante soprattutto da un punto di vista culinario. Il dodo aveva carni considerate piuttosto sgradevoli, ma il rallo rosso divenne ben presto una preda molto popolare tra i coloni olandesi e francesi. Le testimonianze dell'epoca si dilungano nel descrivere la facilità con la quale questo uccello poteva essere catturato coi più svariati metodi caccia, e sul fatto che la sua carne arrostita era considerata un'ottima sostituta di quella di maiale.
Johann Christian Hoffmann, che visitò Mauritius nei primi anni '70 del XVII secolo, descrisse così una battuta di caccia al rallo rosso:
Nei suoi scritti Hoffman indica il rallo rosso con lo stesso nome tedesco con cui veniva originariamente chiamato il dodo, Dod-aers, e lo stesso John Marshall, nel 1668, chiamava lo stesso animale sia Red Hen («gallina rossa») che Dodo. L'esperto di fauna delle Mascarene Anthony Cheke ha suggerito che a partire dalla fine del XVII secolo il nome «dodo» iniziò ad essere impiegato per indicare il rallo rosso; stando così le cose, tutte le testimonianze riguardo al dodo risalenti al periodo posteriore al 1662 sarebbero da ritenere dubbie.

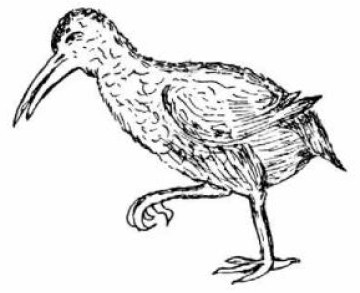
Disegno eseguito dal vivo da Peter Mundy (1638).

Dal momento che il rallo rosso nidificava sul terreno, i maiali, che divoravano le uova e i giovani, possono aver contribuito alla sua scomparsa. Quando François Leguat, che aveva osservato attentamente il rallo di Rodrigues negli anni precedenti, giunse a Mauritius nel 1693, notò che il rallo rosso era già divenuto molto raro. Dato che fu lui stesso a menzionare per l'ultima volta questa specie, gli studiosi ritengono che si sia estinta verso il 1700.
230 anni prima della teoria dell'evoluzione di Darwin, l'aspetto del rallo rosso e del dodo spinsero Peter Mundy a speculare: